# クリストフ・フラタン
クリストフ・フラタン（Christopher Fratin または  Christophe Fratin、1801年1月1日 – 1864年8月16日）はフランスの彫刻家である。19世紀半ばに、動物をリアルに描写して人気のあった「アニマリエ」と呼ばれる芸術家の一人である。フランスでブロンズ鋳造で動物像を制作した最も初期の彫刻家の一人である。

## 略歴
フランスの北東部、モゼル県のメスに生まれた。父親は剥製師で、父親の仕事を継ぐための訓練をした後、20歳の頃、美術に転じ、メスの彫刻家、シャルル・オーギュスタン・ピオシュ(Charles Augustin Pioche)の美術学校で学んだ後、パリに移り、画家のカルル・ヴェルネやテオドール・ジェリコーの工房で働いた。

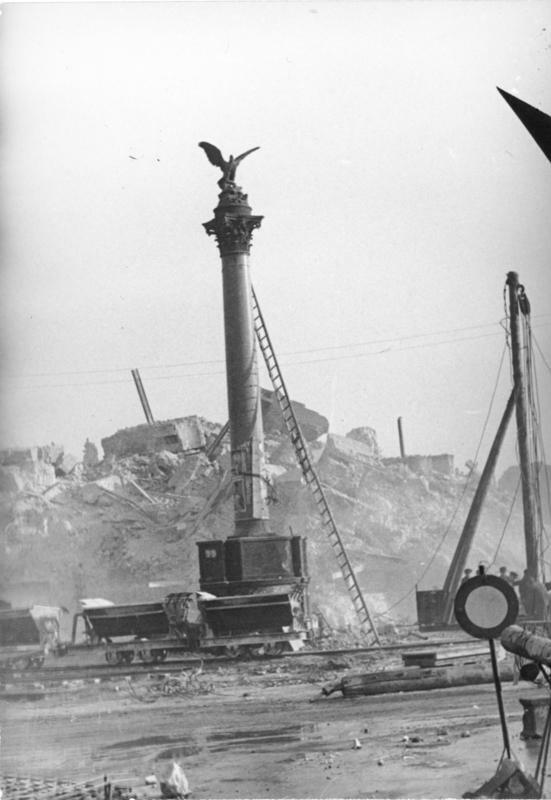
1946年のベルリン王宮の廃墟のフラタンの装飾彫刻

1831年からパリのサロンに彫刻の出展を始め、1830年代に、アントワーヌ＝ルイ・バリー(Antoine-Louis Barye:1795-1875)といった若い彫刻家らと共に動物の彫刻を出展し、人気を得た。貴族も庭園の装飾品として動物の彫刻を購入した。1850年から1862年にかけて、サロンに出展し、1851年にはロンドン万国博覧会に出展して、イギリスだけでなくヨーロッパやアメリカで人気を得た。
代表作とされる作品には1863年にニューヨークのセントラルパークに設置された「獲物を守る2羽の鷲の像」などがある。1846年に設置されたベルリン王宮の鷲の装飾彫刻は戦争で廃墟となった王宮とともに1950年に取り壊された。1852年から現在のフェルディナン＝ブリュノー公園に設置されていた「ライオンに襲われる馬の像」はドイツ軍のパリ占領中に接収され溶解された。メスの植物園の鷲の像など、多くの政府からの注文を受けて動物彫刻を制作した、
セーヌ＝サン＝ドニ県のル・ランシーで没した。

## 作品

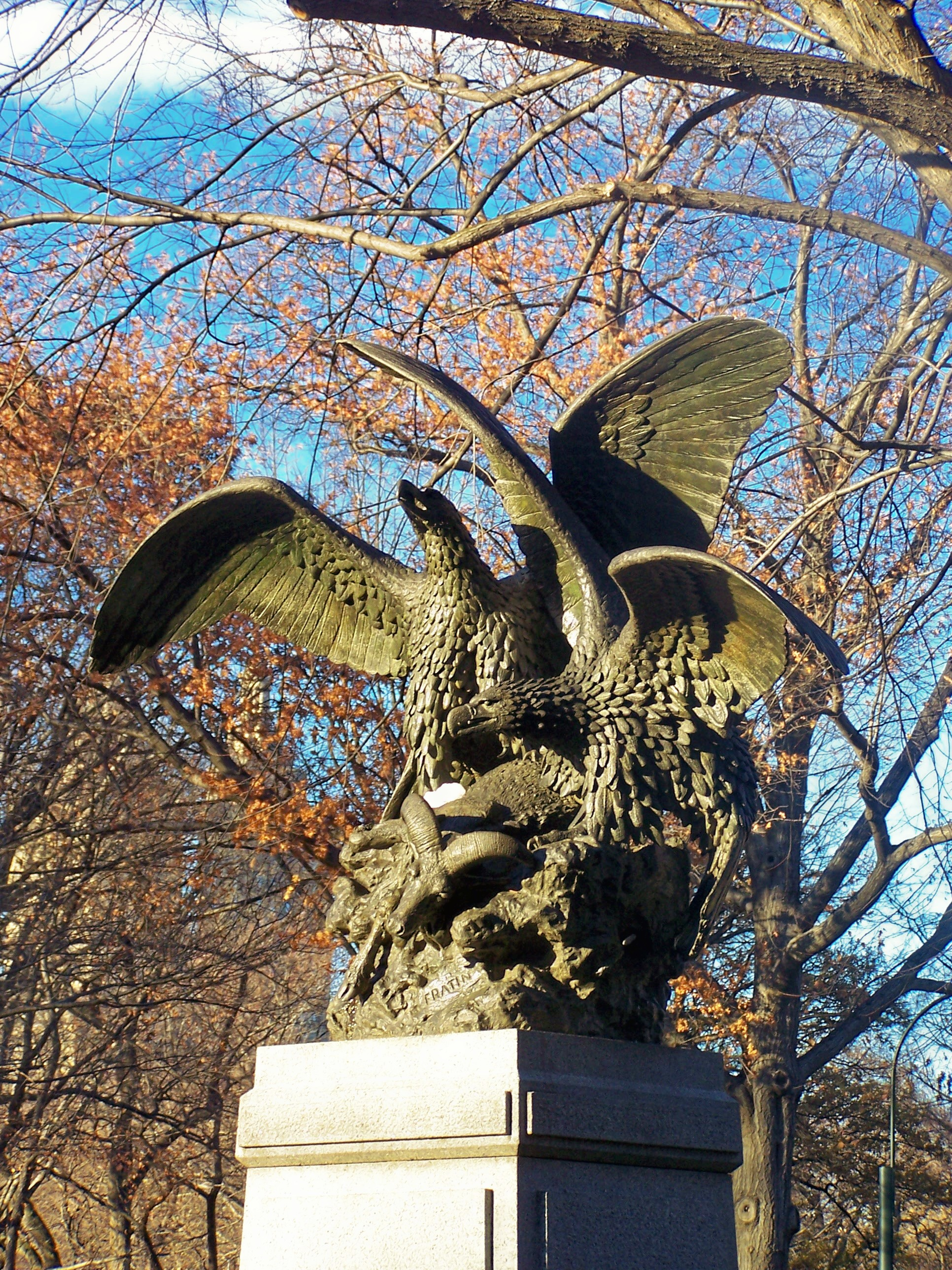
「獲物を守る2羽の鷲の像」、ニューヨークのセントラルパーク
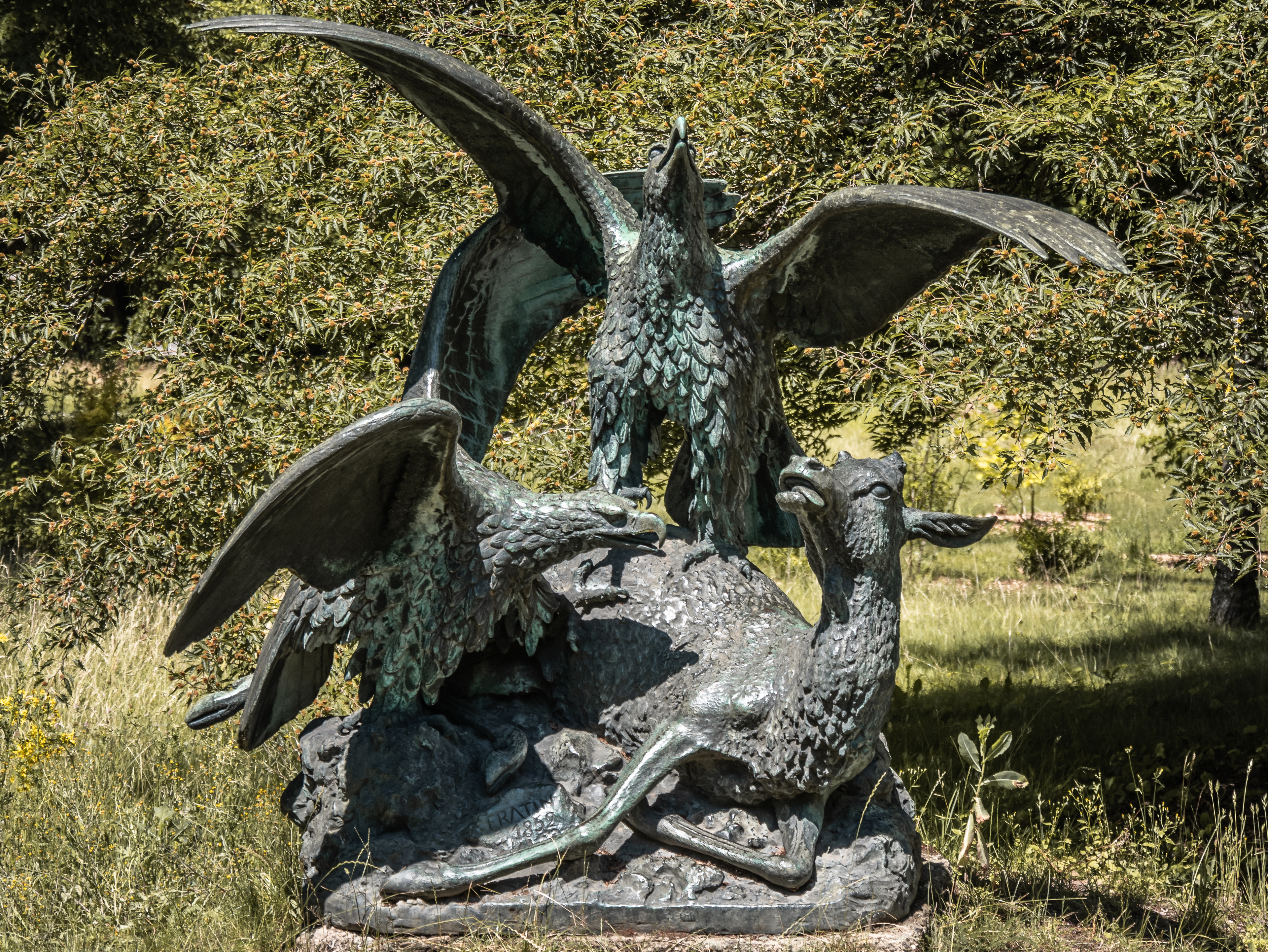
メス植物園の像
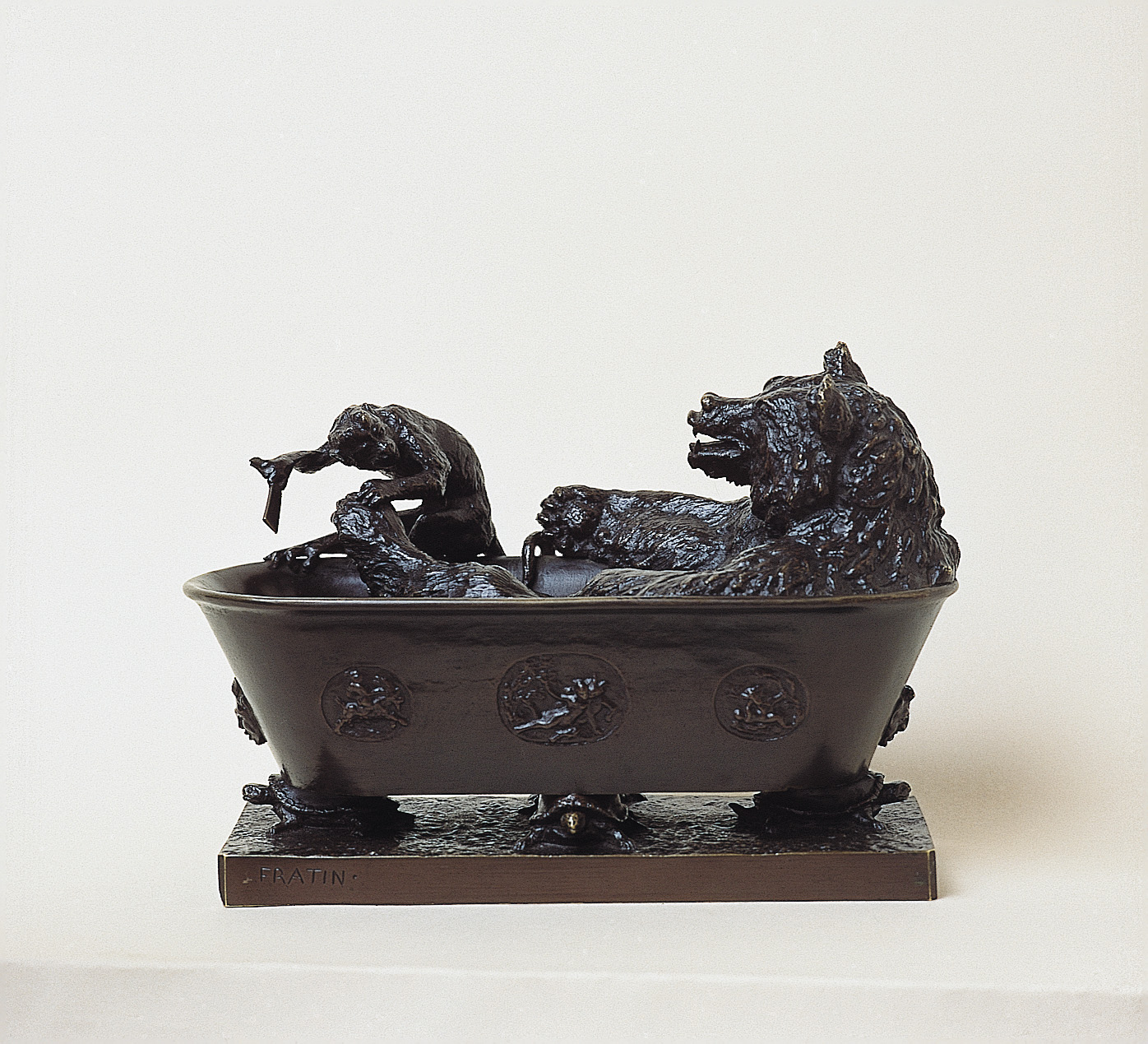
浴槽のクマにペディキュアを塗るサル
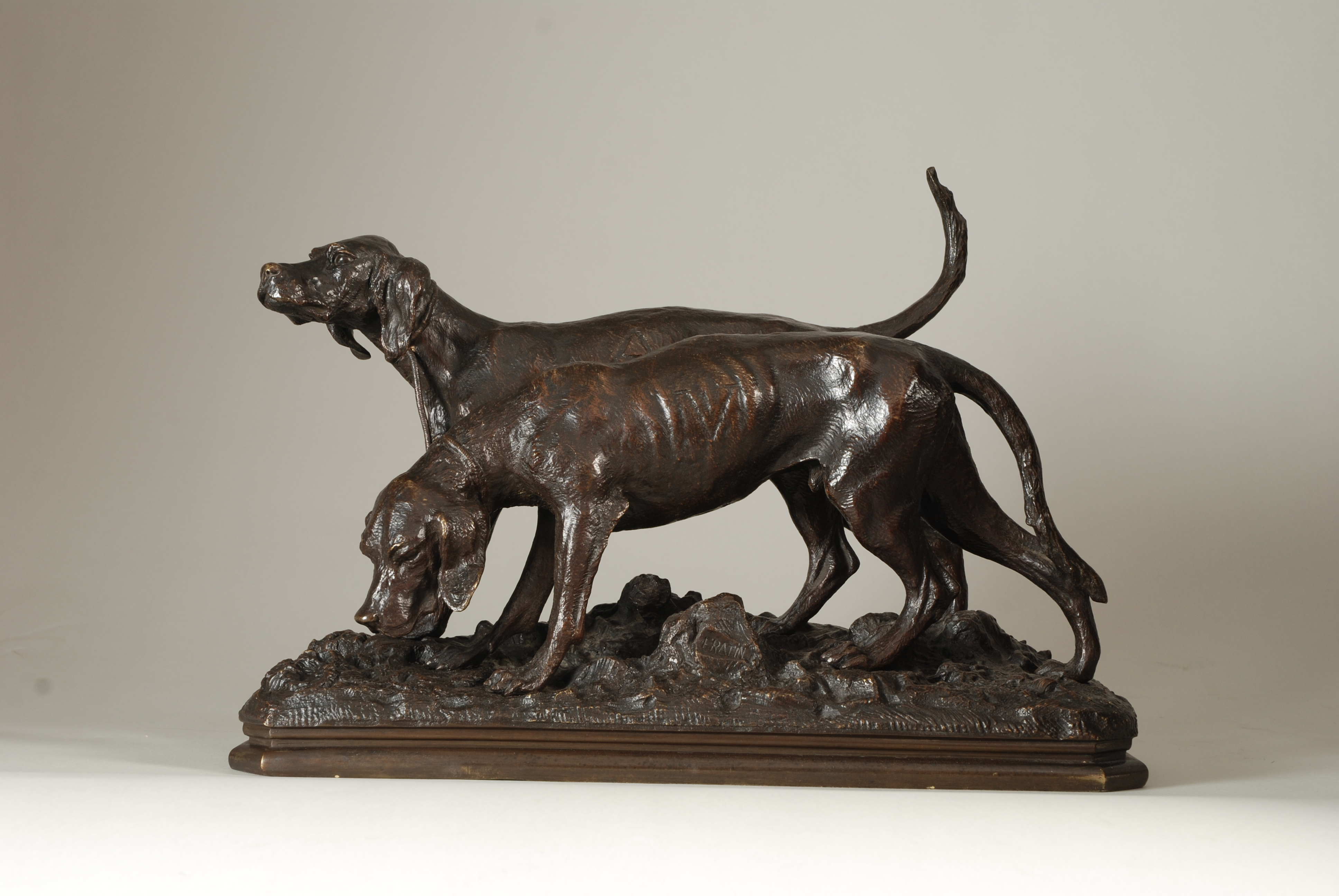
2匹の狩猟犬